# KSS Klaipėda
Karių sporto sąjunga (KSS Klaipėda) war ein Sportverein der litauischen Minderheit im sogenannten Memelland, das in der ersten Hälfte des 20. Jahrhunderts mehrfach seine staatliche Zugehörigkeit wechselte.

## Geschichte
Als Folge des verlorenen Ersten Weltkriegs wurde 1920 das Memelland vom Deutschen Reich abgetrennt und 1923 vom neuen selbstständigen Staat Litauen besetzt und dem eigenen Staatsgebiet einverleibt. Die Hauptstadt Memel erhielt den neuen Namen Klaipėda. Dort gab es – wie im gesamten Memelgebiet – nur einen verschwindend geringen litauischen Bevölkerungsanteil. Entsprechend sah es beim Fußball aus: Rund einem halben Dutzend deutscher Clubs stand nur eine litauische Organisation namens „Šarūnas“ gegenüber, die jedoch weder politische noch sportliche Bedeutung besaß.
Am 25. Februar 1926 entstand in Klaipėda ein neuer litauischer Verein, in dem auch „Šarūnas“ aufging. Dieser Karių sporto sąjunga (KSS) war ein Militär-Sportverein der in der ehemaligen deutschen Stadt stationierten Soldaten aus Groß-Litauen. Dieser Club wurde zu einer Art „Nationalelf“ der Litauer des gesamten Memelgebietes, denn er schuf überall auf dem Land weitere „Zweigstellen“, aus denen die besten Fußballer zum „Zentralverein“ in Klaipėda „delegiert“ wurden. 
Auf diese Weise erlangte der KSS schnell die sportliche Vorherrschaft in Stadt und Region und sicherte sich die memelländische Meisterschaft fast im Abonnement. Dabei darf jedoch nicht übersehen werden, dass die „deutsche“ Konkurrenz in zahlreiche kleinere Clubs zersplittert war und deren leistungsstärkster Verein, die Spielvereinigung Klaipėda bzw. Spielvereinigung Memel, es vorzog, mit ihren besten Kräften am Spielbetrieb des Baltischen Sportverbandes im Deutschen Reich teilzunehmen und den litauischen Spielbetrieb nur mit „unteren“ Mannschaften beschickte. 
Der KSS profitierte von dieser Situation und qualifizierte sich als Meister der Region Klaipėda – dem Memelland – fast regelmäßig für die Endrunde um die litauische Meisterschaft, die er von 1928 bis 1931 viermal hintereinander gewinnen konnte. Zwei weitere Meisterschaften – 1936/37 und 1937/38 – machten ihn mit insgesamt sechs nationalen Titelgewinnen zu einem der bis heute erfolgreichsten litauischen Vereine.
Zur sportlichen Vormachtstellung kam bald auch die verwaltungstechnische: KSS-Gründungsmitglied Leutnant Savanoris wurde Anfang der dreißiger Jahre 1. Vorsitzender des „Memelländischen Sportverbandes“.
Doch schon ein knappes Jahr nach dem letzten Litauen-Titelgewinn verschwand der KSS von der Bildfläche. Bei 1938 abgehaltenen Wahlen, die von Litauen initiiert worden waren, stimmten die Memelländer zu 87 Prozent für eine deutsche Einheitsliste. Daraufhin – und auf Druck der nationalsozialistischen deutschen Reichsregierung – gab Litauen das Memelland am 22. März 1939 an Deutschland zurück. Das beendete die Existenz des KSS, der auch später nicht wiedergegründet wurde.